# Roztoka Odrzańska
Roztoka Odrzańska (do 1945 niem. Papenwasser, po 1945 pol. Zatoka Stobnicka) – zatoka Zalewu Szczecińskiego w jego południowej części, ma ok. 30 km² powierzchni. Wody Roztoki są płytkie, średnia głębokość wynosi ok. 1,3 m, długość rozlewiska 10 km, a szerokość ok. 6 km. Uchodzi do niej rzeka Odra.

## Położenie

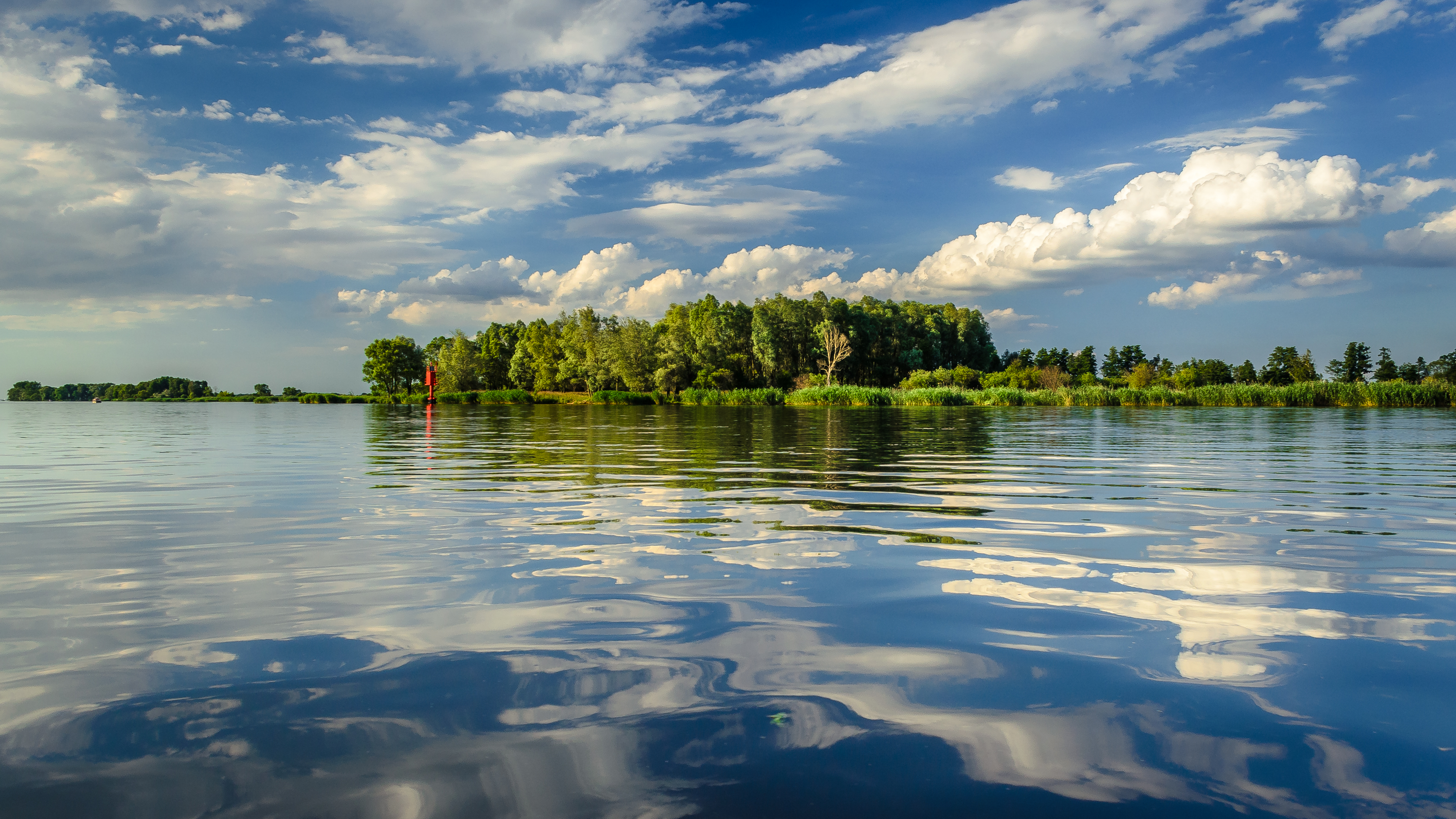
Roztoka Odrzańska

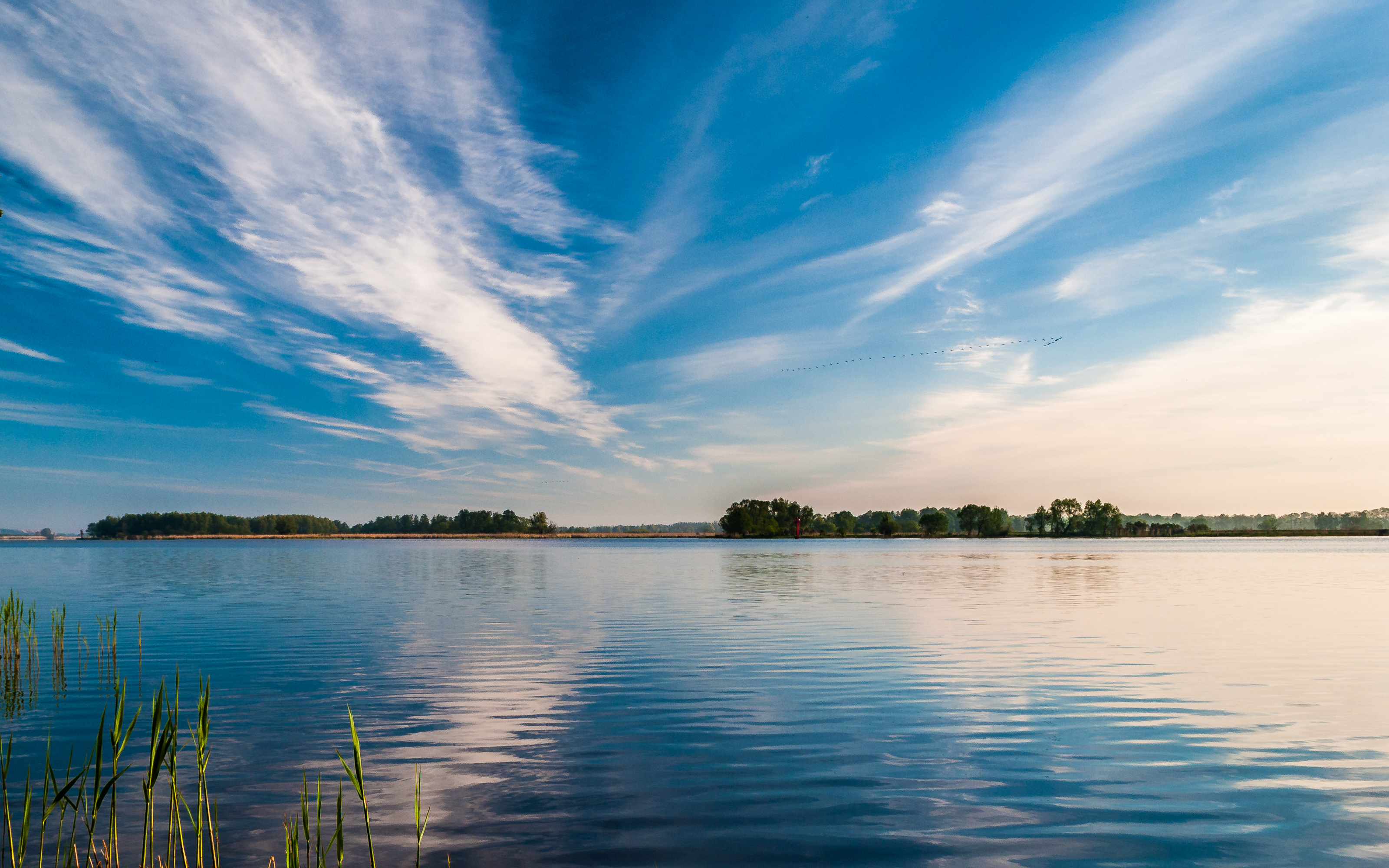
Roztoka Odrzańska

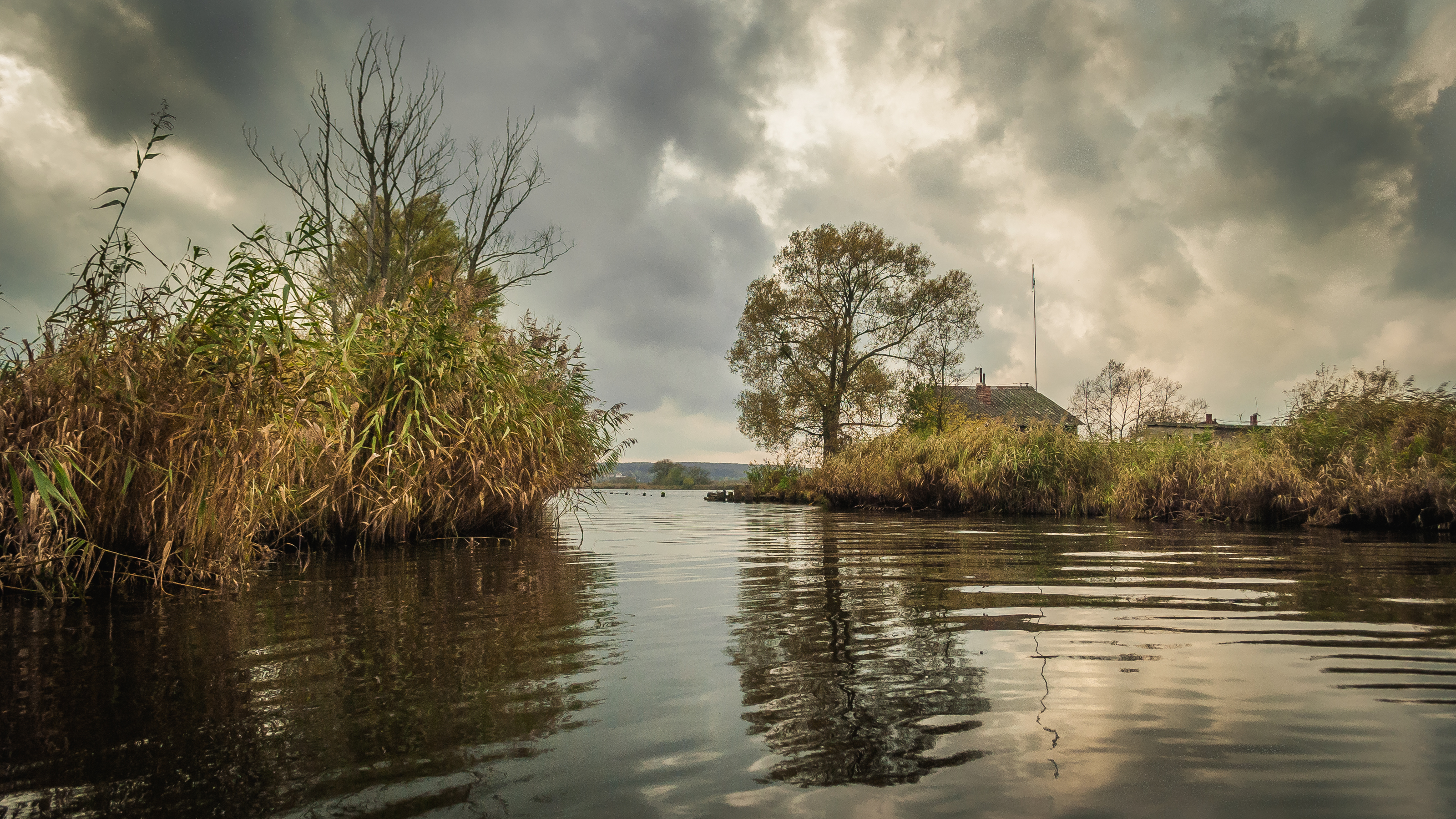
Roztoka Odrzańska

Roztoka jest kontynuacją nurtu Domiąży (Odra) i rozpoczyna się w rejonie północnego krańca wyspy Wielki Karw w granicach administracyjnych miasta Police. Granicą Roztoki i Zalewu stała się sztuczna wyspa Chełminek koło Trzebieży w gminie Police.
Na wodach Roztoki Odrzańskiej wyznaczono granicę powiatu goleniowskiego (gmina Stepnica) i polickiego (gmina Police).
Do Roztoki Odrzańskiej uchodzą:
- Karwia Struga (W)
- Pleśnica (W)
- Gowienica (E)
- Krępa (E)
- Karpina (W)
- Odra (Domiąża) (S)

Brzegi Roztoki są porośnięte trzciną oraz pokryte podmokłymi bagnami i łąkami.

## Zagospodarowanie
Przez wody Roztoki Odrzańskiej prowadzi tor wodny Świnoujście–Szczecin.
Nad prawym, wschodnim, brzegiem Roztoki leży miasto Stepnica z portem morskim oraz wsie Stepniczka, Piaski Małe i Gąsierzyno.
Nad lewym, zachodnim, brzegiem Roztoki położone są wsie Trzebież (z portem morskim) i w oddali (2–3 km) Uniemyśl, Niekłończyca i Dębostrów. Dalej na południe znajduje się północna część miasta Polic – Jasienica oraz przylegające do niej Zakłady Chemiczne Police z portem morskim Police.

## Historia
W końcowym akcie II wojny światowej trwała tu walka, gdy w kwietniu 1945 r. wojska radzieckie i I Armia WP zajmowały wschodnie brzegi Roztoki, były one ostrzeliwane przez niemieckie okręty z wód Roztoki i Zalewu. Ostatecznie Roztoka w całości została przekazana w październiku 1945 r. administracji polskiej.

## Hydronimia
W opisie położenia szczecińskiego portu z 1947 r. użyto nazwy Zatoka Stobnicka. Do 1945 r. stosowano niemiecką nazwę Papen Wasser. W 1949 r. ustalono urzędowo polską nazwę Roztoka Odrzańska.
Roztoka jest też nazywana przez wędkarzy i żeglarzy: Ciche Wody, Babia Woda, Biała Woda.